# Valle da pesca

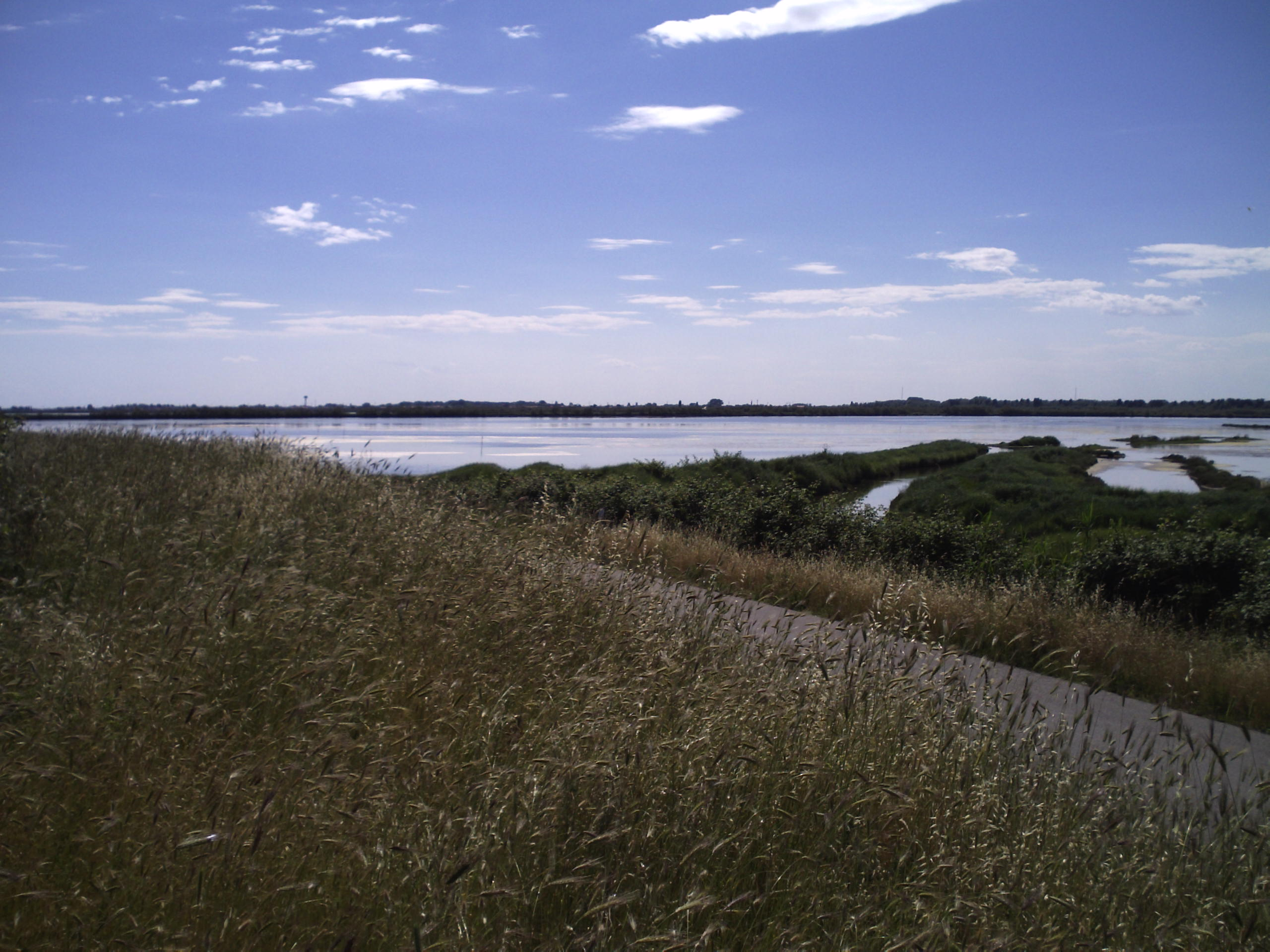
Una valle da pesca nel comune di Rosolina.

Per valli da pesca si intendono quelle aree delle lagune di Venezia, Caorle, Marano e Grado delimitate da argini o recinzioni ove si pratica la "vallicoltura", un genere di itticoltura estensiva. L'etimo deriva infatti dal latino vallum "protezione" e quindi "argine".
Analoghe strutture si trovano nella zona del delta del Po e in Sardegna negli stagni di Cabras.

## Storia
Si tratta di una pratica assai antica, essendo ricordata già in documenti dell'XI secolo (ma utilizzate anche dai romani) e recentemente riportata allo stato originale con le alberature, come a Lio Piccolo. Le valli furono a lungo monopolio dei monasteri e dei nobili che le davano in affitto ai cosiddetti vallesani. Benché Venezia importasse le risorse alimentari dalla terraferma, le valli potevano assicurarle una certa autosufficienza in caso di crisi, anche perché fungevano pure da riserve di caccia. Per questo motivo il governo incentivava particolarmente la vallicoltura e la regolava tramite rigide norme, note sin dal 1314; alla Repubblica spettavano per esempio le spese per la manutenzione delle valli.
Dopo la caduta della Serenissima alcuni studiosi favorirono la diffusione dell'argine fisso (valli ad argine), in sostituzione dell'argine mobile costituito da grisiołe, cioè graticci di canne (valli a seragia) . Questa tecnica impediva i flussi di marea, ma non permetteva l'entrata del novellame, cioè dei pesci più giovani. L'argine fisso comportò l'introduzione artificiale del novellame e la conseguente nascita di una nuova attività, quella del pescenovellante, che prelevava i pesciolini dal mare aperto per portarli nelle valli.

## La vallicoltura
Attualmente, circa 92 km² di acque della Laguna di Venezia (ovvero un sesto della superficie totale) sono adibiti a valli da pesca. Le dimensioni di una singola valle possono variare notevolmente, da poche decine di ettari sino ad oltre un migliaio. Si concentrano soprattutto nella parte più interna dell'estuario, in particolare lungo la "gronda lagunare".
La presenza degli argini esclude gli effetti delle maree e la diffusione di agenti inquinanti dall'esterno. La valle da pesca, nonostante sia di fatto un ambiente artificiale, è dunque fondamentale nel preservare il delicato ecosistema lagunare. Rappresenta inoltre l'habitat ideale per varie specie di uccelli palustri.
Le specie ittiche dell'alto Adriatico si riproducono in mare aperto, nelle cosiddette tegnùe, ambienti costituiti da affioramenti rocciosi che offrono una buona protezione contro i predatori. Durante la fase giovanile, i pesci si spostano nell'estuario, dove non vi sono predatori e abbonda il cibo. I vallesani sfruttano proprio questa abitudine del pesce (detta montada), facendolo entrare nelle valli durante la risalita e poi rinchiudendolo per non farlo uscire.